# Código Civil de Cuba
La Ley 59 o Código Civil Cubano, es el cuerpo legal que regula las normas principales en materias jurídicas como los Derechos reales, el Derecho de las obligaciones, el Derecho de contratos y el Derecho de sucesiones, además de la Capacidad jurídica de las personas y algunas normas de Derecho Internacional Privado en la República de Cuba. Es un Código considerablemente pequeño en comparación con los de la mayoría de otros países pertenecientes al Derecho Continental.

## Código Civil predecesor
Desde el 5 de noviembre de 1889, en Cuba estuvo vigente el Código Civil de España, hasta que el 16 de julio de 1987 fue emitida la Ley 59. Puesto que Cuba fue una de las últimas colonias de España en América, no tuvo la experiencia de dictar su propio Código Civil hasta la segunda mitad del siglo XX, contrario a como lo hicieron muchas de las naciones latinoamericanas a lo largo de todo el siglo XIX. El Código Español fue ratificado por la proclama de primero de enero de 1899 del Gobierno Militar interventor de Estados Unidos en la Isla.

## Disposiciones preliminares
Los 10 primeros artículos del Código Civil determinan un grupo de principios jurídicos por los que se guía la Ley, entre los que se encuentra la Irretroactividad de la Ley, la renunciabilidad de los derechos a excepción de que menoscabe el interés social o a un tercero, entre otros. En el artículo 8 se preceptúa su carácter supletorio a las materias civiles y otras reguladas en leyes especiales. Por su parte los artículos del 11 al 21 regulan muy escuetamente el Derecho conflictual.

## Libro Primero
El título del libro es "Relación jurídica", y en el artículo 23 se mencionan los elementos que la Ley entiende que la componen, los cuales son: los sujetos que intervienen en ella, el objeto y la causa que lo genera.
1. Los sujetos de la relación jurídica. En los siguientes artículos se regula la persona natural, la condición del nasciturus,[8] el inicio y fin de la personalidad,[9] el ejercicio de la capacidad jurídica,[10] la declaración de ausencia y presunción de muerte[11] y los derechos inherentes de la personalidad, que se encuentran consagrados en la Constitución.[12] Del artículo 39 al 44 se regulan y definen las personas jurídicas que pueden ser públicas o privadas, pero que en las materias que aborda la Ley todas entrarán en relaciones privadas como iguales ante la Ley.
2. El objeto de la relación jurídica. El artículo 45 norma los objetos de la relación jurídica como un bien, una prestación o un patrimonio, y el artículo siguiente define que las relaciones jurídicas pueden ser sobre bienes materiales, de obligaciones y de sucesión.
3. Causas de la relación jurídica. El artículo 47 identifica como causas que generan la relación jurídica a los acontecimientos naturales, los actos jurídicos, los actos ilícitos, el enriquecimiento indebido y las actividades que generan riesgos. Los siguientes artículos preceptúan cada una de estas causas tipificadas por la Ley.[13]

Otros Títulos del Libro Primero. Los últimos artículos del Libro Primero regulan la publicidad de los acontecimientos naturales y de los actos jurídicos, la posibilidad de probar las relaciones jurídicas por los medios legalmente autorizados , la protección de los derechos derivados de relaciones jurídicas civiles, las prescripciones de las acciones jurídicas civiles, sus términos, interrupciones, suspensiones y las acciones imprescriptibles. Por último se regula la caducidad en los artículos 125 y 126.

## Libro Segundo
El Libro Segundo se titula "Derecho de propiedad y otros derechos sobre bienes". El artículo 129.1 establece que "La propiedad confiere a su titular la posesión, uso, disfrute y disposición de los bienes, conforme a su destino socioeconómico". Seguidamente el propio artículo preceptúa que el propietario posee la acción reivindicatoria contra el tenedor y el poseedor. El artículo 134 regula la expropiación forzosa que "solo puede efectuarse por razones de utilidad pública o interés social y con la debida indemnización". El capítulo II del segundo título, regula las diferentes formas de propiedad, muy a tono con la Constitución de 1976, entre los que se incluyen la propiedad estatal, la propiedad de las organizaciones políticas, de masas y sociales, la propiedad cooperativa, la propiedad de los agricultores pequeños, la propiedad personal, y por último la propiedad de sociedades, asociaciones y fundaciones.
Se admiten la copropiedad por cuota y la copropiedad común. Para este último caso se preceptúa que surge de la comunidad matrimonial de bienes, regulada en el Código de Familia. El capítulo IV del propio título regula las limitaciones derivadas de las relaciones de vecindad.
Por su parte el Código es parco en cuanto a la adquisición y transmisión de la propiedad. Entre las diferentes secciones del capítulo se regulan la accesión, la usucapión, el hallazgo y la extinción de derechos accesorios. Por su parte se permite a leyes especiales regular lo referido a transmisión de bienes inmuebles y de ganado mayor.
El último título del Libro  preceptúa la posesión, el usufructo, superficie, tanteo y retracto.

## Libro Tercero
Los "Derechos de obligaciones y contratos", es el título del Libro Tercero del Código. Del artículo 233 al 308 se regulan las obligaciones en general. Dentro de este primer Título se define en qué consisten las obligaciones, también el lugar y el momento de su cumplimiento, la prohibición de pactar intereses a excepción de las obligaciones provenientes de operaciones en el exterior, los deudores y acreedores solidarios, la mora del acreedor, la cesión de créditos y asunción de deudas, las garantías para el cumplimiento de las obligaciones donde se incluyen la sanción pecuniaria, la prenda, la retención, la fianza, el anticipo, la autorización de descuentos y la hipoteca. En el caso de la hipoteca solo se aceptaba la naval y la aérea siendo estas reguladas por leyes especiales, por lo que era ilegal en el país toda hipoteca sobre otro bien mueble o inmueble. En el año 2011 se aprobó el Decreto-Ley 289, que modificó el artículo 288 del Código Civil, incluyendo la hipoteca en las regulaciones especiales a los bienes inmuebles.
Los artículos restantes del primer Título abordan el incumplimiento de las obligaciones, y la extinción de estas mediante el cumplimiento, dación en pago, pérdida del bien, imposibilidad de la ejecución, confusión, compensación, condonación, muerte de la persona natural y resolución. El artículo 307 preceptúa la prelación de créditos, y el 308 recalca la aplicación supletoria de estas normas.  
El Título segundo del libro preceptúa las obligaciones contractuales. Entre los contratos que regula el Código Civil se encuentran la compraventa, la permuta, la donación, el préstamo, el comodato, el arrendamiento, la sociedad, el mandato, el depósito, el transporte de pasajeros, el transporte de carga, el hospedaje y los servicios bancarios. Por su parte el Título XVII, referido al Contrato de Seguro fue derogado por el Decreto Ley n.º 263,  “Del Contrato de Seguro”.

## Libro Cuarto
El último libro del Código lleva como título "Derecho de Sucesiones". El artículo 466  introduce la materia preceptuando lo siguiente: "El derecho de sucesión comprende el conjunto de normas que regulan la transmisión del patrimonio del causante después de su muerte". Los artículos 469 y 470 establecen las causas de incapacidad para heredar, las cuales son: el haber atentado contra la vida del causante o de un heredero o beneficiario, el haber empleado engaño, fraude o violencia para influir en la decisión del causante, o le haya negado alimentos o atención antes de su óbito. También el perder la residencia en el país incapacita para heredar.
Los Herederos Especialmente Protegidos son una institución peculiar del Derecho Cubano regulada en el artículo 493 del Código Civil. Según el artículo 492 limita la libertad de testar hasta la mitad de la herencia. Existen Herederos Especialmente Protegidos cuando los hijos o sus descendientes en caso de premoriencia de estos, el cónyuge sobreviviente y los ascendientes se encuentren incapacitados para trabajar y dependan económicamente del causante.  
El Título II del Código norma la Sucesión Testamentaria, siendo esta intransferible, personal y revocable cuantas veces desee el futuro causante. En los siguientes artículos se clasifican los testamentos en comunes y especiales, siendo comunes el notarial, el ológrafo y el otorgado ante funcionario consular, y especiales los otorgados por militares en campaña, los otorgados por viajeros y tripulantes cubanos en naves o aeronaves cubanas de larga travesía cuando se encuentran en inminente peligro de muerte, y los otorgados por personas que se hallen en peligro inminente de muerte y no hubiere notario cerca, lo que realizan ante un delgado de la Asamblea Municipal del Poder Popular.